# 颱風山陀兒對臺灣的影響
強烈颱風山陀兒是2024年繼強烈颱風凱米後，第二個登陸於臺灣的颱風，同時亦是自1977年颱風賽洛瑪後，時隔47年再有颱風直接登陸高雄。颱風中心登陸高雄市小港區，並通過鳳山、大寮、屏東市，眼牆掃過高雄市區和屏東西部，造成南高雄和西屏東出現大範圍8-10級平均風和11-15級陣風，持續數個小時。高雄市區受到長時間13級陣風侵襲，受災慘重。

## 構成與防災措施
原位於菲律賓東北方海面的熱帶性低氣壓在9月28日上午8時增強為輕度颱風，交通部中央氣象署在初期預測的路徑是從琉球群島南方海面緩慢偏西後，轉西北方向接近台灣東方近海，後陸續向西調整路徑且表示路徑不排除登陸台灣陸地。交通部中央氣象署為颱風可能對臺灣構成威脅，在28日清晨便委託啟動飛機投落送觀測。

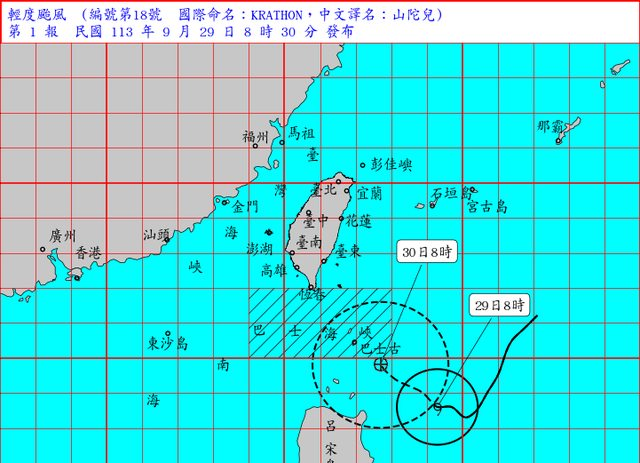
中央氣象署在9月29日上午8時30分發出海上颱風警報

隨後，交通部中央氣象署於29日上午8時30分發布海上颱風警報，並於30日上午2時30分發布海上陸上颱風警報。中央災害應變中心在警報期間以二級開設。中華民國總統賴清德視導中央災害應變中心時，指示「救災不如防災和避災，除掌握災情狀況也要全力協助地方救災」。
國立臺灣大學天氣研究團隊執行長林得恩表示颱風預估在10月2日清晨於高雄、屏東間登陸，隨後受高層槽線牽引持續朝東北方向前進，於2日下半天於在宜蘭、花蓮間出海。但颱風最終因受兩股高壓勢力左右，處在鞍型場，速度緩慢且有不確定性，交通部中央氣象署副署長呂國臣指山陀兒的導引氣流不明顯而移動較慢，也因此變數就多而無法知道到底何時會轉向。隨著山陀兒逐漸靠近台灣陸地，交通部中央氣象署在3日上午7時25分發布颱風強風警告指「颱風即將通過附近」，高雄市政府隨後在中午12時整再發細胞簡訊，要求市民即刻避難。最終，山陀兒於中午12時40分在高雄市小港區登陸。
隨著山陀兒持續減弱，交通部中央氣象署於10月4日上午5時30分解除所有颱風警報，改為發布熱帶性低氣壓特報。中央災害應變中心在山陀兒減弱為熱帶性低氣壓後，因應災後重建之進度而持續開設。山陀兒最終在4日上午減弱為低壓區，而中央災害應變中心直至6日下午5時召開工作會報時宣布撤除。

## 影響

### 主要影響
| 彭佳嶼 · 17.7 m/s板橋 · －鞍部 · 6.7 m/s竹子湖 · 6.5 m/s淡水 · －基隆 · 9.4 m/s臺北 · 6.9 m/s新屋 · －新竹 · 6.9 m/s宜蘭 · 11.1 m/s蘇澳 · －花蓮 · 9 m/s成功（新港） · 7.6 m/s臺東 · 6.6 m/s大武 · 10.6 m/s蘭嶼 · 24.6 m/s臺中 · 5.2 m/s梧棲 · 10 m/s日月潭 · 4.2 m/s阿里山 · 2.9 m/s嘉義 · 6.2 m/s玉山 · 24.2 m/s臺南 · 8.4 m/s高雄 · 5.4 m/s恆春 · 9.6 m/s澎湖 · 11.1 m/s東吉島 · 25.8 m/s金門 · 7.5 m/s馬祖 · 12.5 m/s 中華民國交通部中央氣象署署屬氣象測站測得最大持續風力。圖例： · 無數據 · 測得5級風或以下 · 測得6至7級風 · 測得8至9級風 · 測得10至11級風 | 彭佳嶼 · 29.3 m/s板橋 · －鞍部 · 20.3 m/s竹子湖 · 19.1 m/s淡水 · －基隆 · 23.2 m/s臺北 · 17.8 m/s新屋 · －新竹 · 19.7 m/s宜蘭 · 18.5 m/s蘇澳 · －花蓮 · 17.6 m/s成功（新港） · 27.2 m/s臺東 · 15.5 m/s大武 · 21.7 m/s蘭嶼 · 36.7 m/s臺中 · 12.9 m/s梧棲 · 30 m/s日月潭 · 15.5 m/s阿里山 · 12 m/s嘉義 · 12 m/s玉山 · 37 m/s臺南 · 17 m/s高雄 · 22.3 m/s恆春 · 23.1 m/s澎湖 · 25.6 m/s東吉島 · 36.6 m/s金門 · 18.9 m/s馬祖 · 22.9 m/s 中華民國交通部中央氣象署署屬氣象測站測得最大陣風。圖例： · 無數據 · 測得6至7級風 · 測得8至9級風 · 測得10至11級風 · 測得12至15級風 |

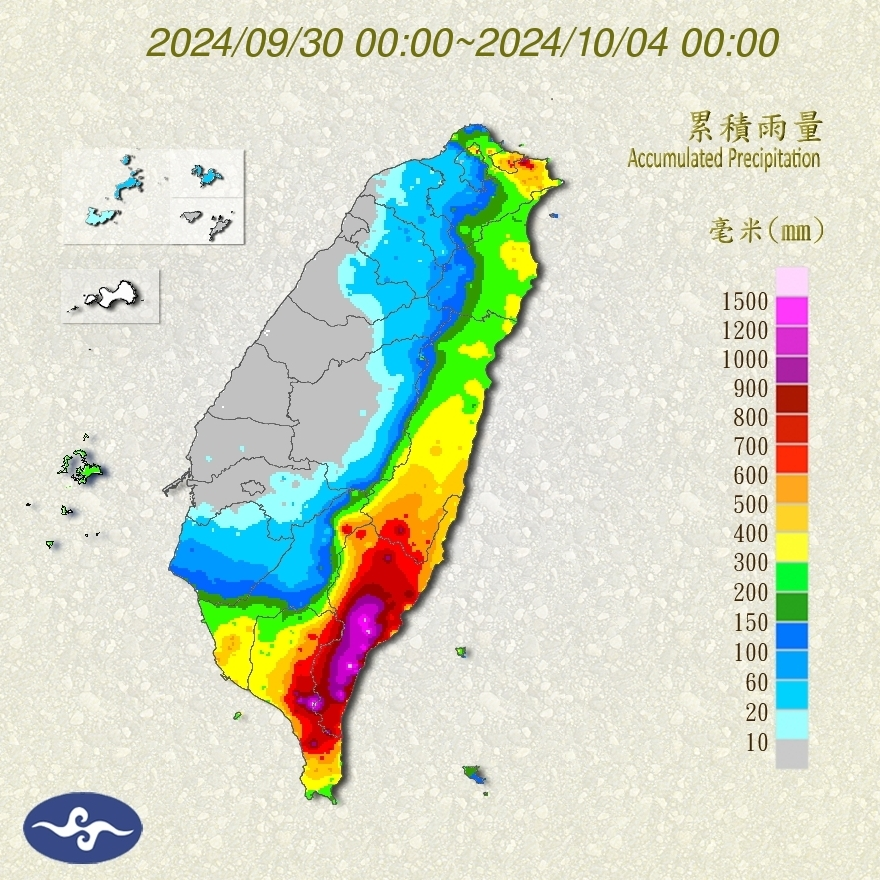
山陀兒颱風侵襲臺灣期間累積雨量。

隨著颱風暴風圈在30日中午碰觸恆春半島，結構對花東地區構成致災降雨，兩地地方政府於當日宣布晚間6時起停班停課。公路運輸方面，蘇花公路、南迴公路及南橫公路預警性封閉，間接影響花東蔬果輸入和輸出。颱風侵襲台灣期間，交通部中央氣象署對台灣西南部沿海示警可能發生風暴潮導致海水倒灌，而受到風暴潮及天文大潮的影響，屏東縣東港鎮、高雄市旗津區皆發生大面積積水。
颱風在10月3日中午12時40分登陸於高雄市小港區，其風場極小但移動緩慢，高雄市區普遍長時間受13級陣風侵襲，高雄市仁武和汕尾的自動測站測站更錄得15級陣風，旗津的高雄燈塔測站、屏東琉球嶼也錄得14級陣風，前鎮、鼓山、東港、南州、塭仔、左營、苓雅、鳳鼻頭和鳳森皆錄得13級陣風，三民、鳳山、大寮、萬丹、林園錄得12級陣風。儘管如此，此颱風強風範圍小，位於楠梓區的高雄測站僅錄得9級陣風。
高雄市區災情慘重，有數家超商遭到強風吹壞，風雨灌入店內，如位於鼓山區和小港區的超商，受到吹毀時刻皆有影像紀錄。市區有貨車遭到高樓風切吹翻，也有停車場鐵皮建築垮掉，位於鳳山區的流動廁所被吹到路上。高雄有高樓酒店游泳池圍籬遭到85大樓的狹管風吹壞，當天晚上房客免費續住。市區有家具賣場屋頂遭到強風吹壞，風雨灌入賣場內，也有銀行玻璃門遭到強風爆破，市內亦有餐廳鐵皮掀毀與辦公室天花板掉落的情形。許多鐵皮屋遭到強風吹飛，有些橫躺在路上。高雄多家夜市攤位遭到強風肆虐，被吹的東倒西歪。許多路牌遭到吹落，更有不少紅綠燈和捷運站排遭到折損、吹倒。園內大量的倒樹，造成壽山動物園和澄清湖皆於颱風過後休園一週清理。小港機場既8年來首次錄得99節以上陣風風速，機場內有建築物支架遭吹倒。高雄港有貨櫃被吹到路上橫躺，數艘漁船斷纜。市內路樹倒塌情況極為嚴重。此颱風亦造成許多地區，如仁武或美術館路淹之情形。
截至10月3日下午5時10分，交通部中央氣象署基隆測站測得基隆的單日降雨量突破351.3毫米，正式打破在1980年9月23日的紀錄。颱風自9月29日開始影響台灣至10月3日下午6時這段期間，颱風所造成累積雨量超過900毫米之處分別發生在屏東縣大漢山測得1443毫米、新北市瑞芳測得912.5毫米，花蓮縣清水林道測得908.5毫米，而臺東縣金針山至3日上午10時的累積雨量達1684毫米。
船隻運輸方面，往返東港、小琉球多家航班在30日下午停駛。金門縣港務處在10月1日宣布小三通航線全面停航，直至10月4日恢復部分航線。此外，海峽交流基金會與大陸委員會原定3日偕媒體赴馬祖舉行馬祖行政協調中心海基會辦公室揭牌儀式，行程亦因山陀兒影響確定延後。旗津輪渡站在颱風影響期間停運，港區多處設備受損，包含船舶纜繩斷索、部份船體輕微受損、船舶部份鋼絲纜斷裂、船舶主電機異常、站體週邊設施等損壞，也有船舶因水質影響進排水系統異常，直至4日中午後恢復正常航次運行，並在當日晚間修復後，於5日白天正常疏運，但因颱風過後海面漂流物多而減速行駛；空運方面，桃園國際機場公司表示，截至3日上午8時統計，桃園國際機場當日入境航班取消105班，出境航班取消106班，共取消211航班，國籍航空在3日全面停航國內線。交通部民用航空局表示為協助疏運旅客，除積極協調航空公司增加運能，也將請軍方支援，視狀況啟動軍機疏運。
鐵道運輸方面，阿里山林業鐵路自9月30日起預防性停運，並在颱風影響期間公告停駛至10月4日。臺灣鐵路公司北迴線自9月30日預警停駛至10月3日，並在10月1日宣布翌日對號列車及南迴線全部停駛。台鐵公司隨後在2日進一步指集集線、沙崙線也全部停駛。3日下午，台鐵公司因颱風造成電力設備供電不穩因而跳電，宣布嘉義至枋寮車站全面停駛。隨著颱風逐漸減弱，台鐵公司宣布4日除東正線單線行駛外，其餘路線雙向復駛，但當日平溪線雨量達行動值預警式封閉、深澳線多處土石坍方，深澳線及平溪線在4日仍停駛。台灣高鐵於山陀兒影響期間，宣布台中以南路段在3日上午停駛並於當日下午2時復駛，然在3日當日改宣布延後至當日下午6時復駛。高雄市政府交通局表示在是次颱風影響期間，接獲超過550件交通號誌損害通報，並有超過80處號誌桿、號誌臂出現倒塌、斷裂狀況且高雄環狀輕軌亦因路上樹木倒塌及吹落樹葉、泥沙讓列車行經時會出現打滑等原因，影響列車通行速度。

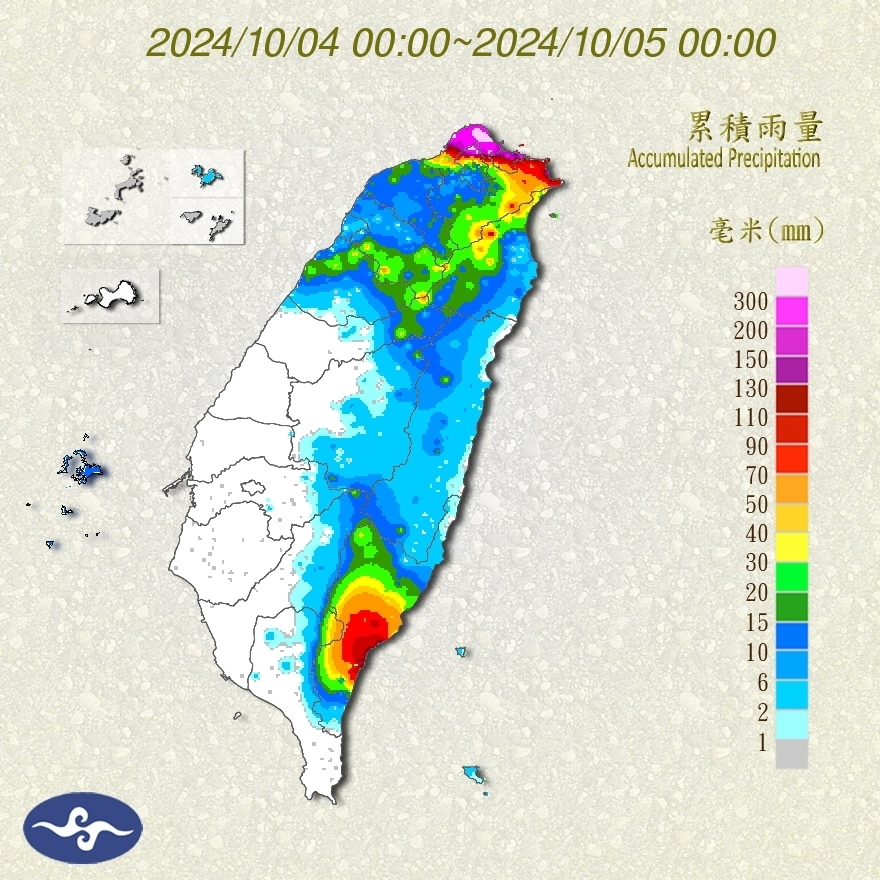
熱帶性低氣壓山陀兒於2024年10月4日至10月5日在台灣上空之累積雨量

颱風減弱為熱帶性低氣壓後，仍與東北季風交互作用，對基隆北海岸造成強降雨。新北市金山區、三芝區多處淹水，金山部分地區被泥水淹沒，三芝區的八連溪也有暴漲情形，而基金公路萬里大鵬段亦因被泥水淹沒，以致於無法通行，而金山區單日降雨量突破600毫米。新北市萬里區長黃雱勉則告訴中央社記者，由於溪水突然暴漲，加頭地區淹水，最深深度大約到腰部。新北市政府清潔隊與環保局分別在10月5日及6日進入災區，總計動員798人、各式機具車輛263部，共計清除淤泥及廢棄物1095公噸。台中市政府建設局在颱風影響後組織救災隊馳援高雄、基隆，高雄市長陳其邁在高雄市議會第4屆第4次定期大會會前接受媒體聯訪，對台中、台南、新北、桃園及嘉義縣市派相關搶修人員到高雄協助救災表示感謝。

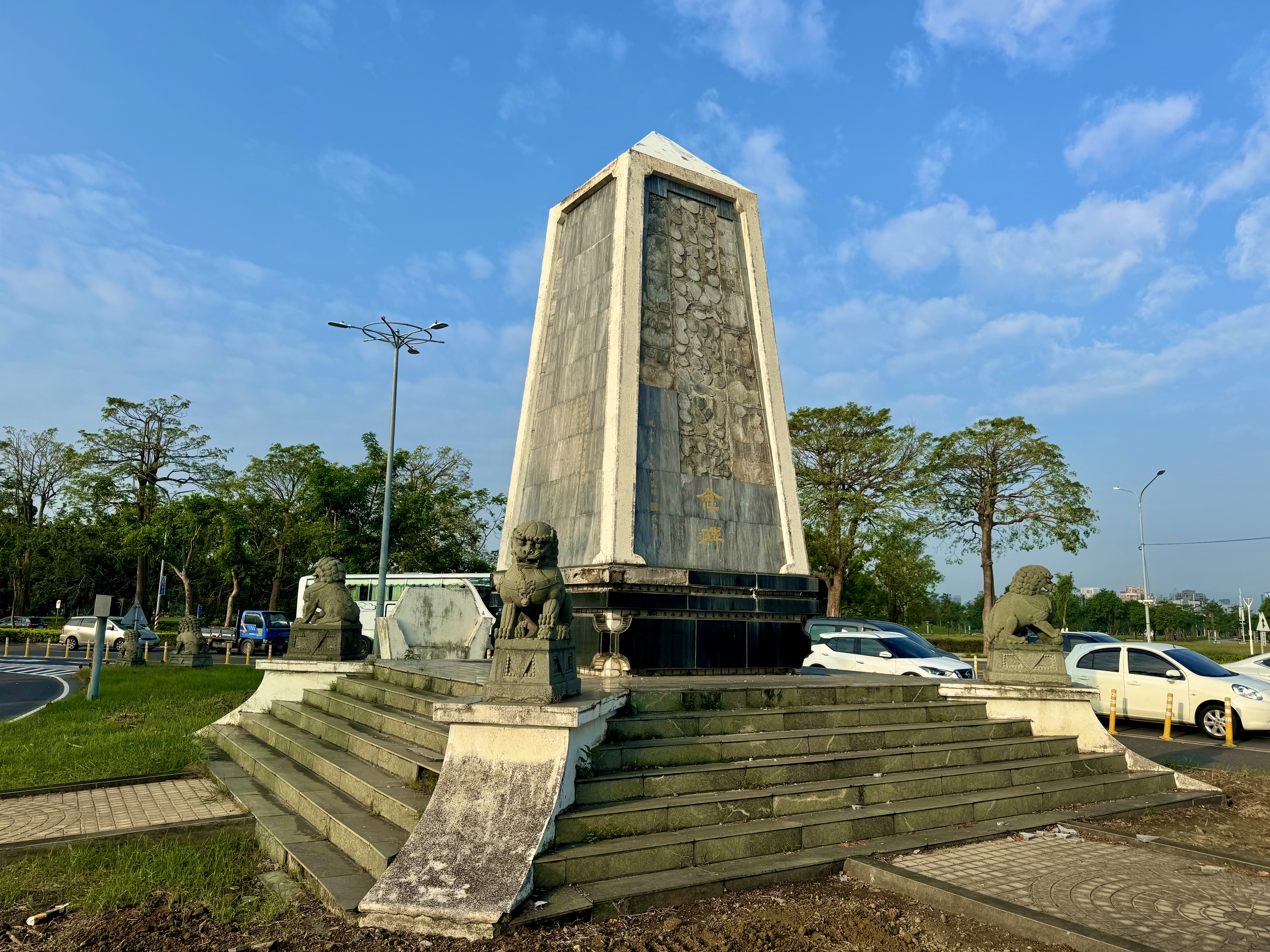
受颱風山陀兒破壞的抗戰勝利暨台灣光復五十週年紀念碑

中華民國國防部在是次颱風影響期間災防待命總兵力約1萬5000人，並完成整備AAV7兩棲突擊車、膠舟等各類災防裝備機具計33類、約1000輛。並在颱風侵襲後分別在北台灣、南台灣及東台灣出動第6軍團轄屬關渡地區指揮部、第3地區支援指揮部、第8軍團及花東防衛指揮部協助地方政府進行搶救及災後復原。

### 延伸事件
屏東縣政府消防局在3日上午7時41分接獲屏東縣東港鎮安泰醫院濃煙竄出的報案，隨後在11時10分控制火勢，並於下午1時8分撲滅，造成9人死亡，其中8人為病患、1人為機電房員工。火災發生後，臺灣屏東地方檢察署與屏東縣政府警察局東港分局緊密聯繫，並指派3組檢察官支援進場蒐證以釐清案情。內政部消防署、屏東縣政府消防局及檢察官於4日前往鑑識火場，該院四樓有復燃跡象並由在地分隊支援戒護。衛生福利部在事後亦依照《醫療事故預防及爭議處理法》責成醫院評鑑暨醫療品質策進會啟動調查，並責請社會救助及社工司啟動社工關懷，提供死者家屬、受傷者支持與諮詢服務；除此之外，基隆長庚紀念醫院亦在颱風影響期間發生火災，基隆市政府消防局在3日中午12時26分接獲頂樓13樓冒出濃煙的報案，到場後發現13樓電機室發現起火，院方緊急疏散同層樓的59名洗腎病人及17名重症病患到其它樓層，12樓的病患則是就地避難，無人傷亡。

## 災後調查與處置
據中央災害應變中心針對此颱風災害應變處置報告顯示，此次颱風共造成4人死亡、1人失蹤、719人受傷，並有人11,555人撤離，民生設施的部分，共造成435,634戶停電及608,073戶停水，中華民國農業部則回報是次颱風侵襲所導致的農業損失約新臺幣6億4474萬元。此次颱風在高雄造成超過200所學校受損，屏東亦有157所學校通報受損。中華民國教育部部長鄭英耀接受立法院教育及文化委員會質詢時，表示此次颱風影響期間初步估計造成526所學校災損，金額約新台幣3.6億元。
總部位在花蓮的慈濟基金會在颱風期間即成立防災協調中心啟動防災機制，並受中央災害應變中心邀請加入工作會議；花蓮慈濟醫院、關山慈濟醫院則在颱風遠離後組織醫療團隊進行義診。中華民國紅十字會亦於颱風影響台灣之前，備妥物資及防災器材協助地方政府防、備災；台灣郵政協會亦在災後偕同高雄郵局為受災戶清理家園。
由於颱風在台灣多處造成積淹水，衛生福利部疾病管制署副署長羅一鈞表示，此後一個月是登革熱、類鼻疽疫情警戒的觀察期；另一方面，台灣血液基金會表示，其在颱風前事先提高血液庫存量，但因血小板效期僅5天，於10月4日起血小板可能不足供應，而血庫庫存量截至3日上午換算天數共僅能使用1.9天，將衝擊血液腫瘤、開刀病患的需求，故在颱風過後需要民眾挽袖捐血。
地球公民基金會董事長李根政在此次颱風影響後，指颱風對高雄行道樹和公園樹木破壞可能是數十年來罕見，並認為大規模的倒木及破壞可帶給人民許多探討如城鄉綠化等議題；森林城市協會則就此次高雄市政府公園處截至6日上午統計通報2577件樹倒災情提出復植規範，並透露此次颱風造成的風勢「實在想不到任何方法可以大幅避免樹倒、折枝」。

## 爭議

### 勘災爭議

#### 基隆市土石流堆沙包防範
基隆市信義區東信路180巷一戶民宅後門遭土石流堵住，市長謝國樑視察後指示區公所以沙包暫時阻擋泥流進一步沖進民宅，遭批評「沙包是擋水的，不是擋土石流」。中央防災指揮官劉世芳關心基隆土石流災情，反遭在地立法委員林沛祥拒絕並反嗆是企圖影響市長罷免案。劉世芳對此澄清稱「身為中央應變中心指揮官，每一條生命都非常寶貴，這次颱風造成的災損不管是在哪個地方，該怎麼處理就怎麼處理，跟政治操作沒有關係。」

#### 基隆市前議長修圖上傳臉書
基隆市議會前議長宋瑋莉於3日晚間在臉書上傳貼出照片，提及颱風帶來驚人雨量，呼籲民眾不要外出，遭發現該照片是將宋瑋莉本人照片去背後，修到另一張淹水較為嚴重的照片上。隨後，宋瑋莉在晚上10時透過LINE群指「媒體下標成為勘災圖，是否經過本人求證？」並對報導此事件媒體之質疑，且稱將對製造社會矛盾的有心之人提出告訴。

### 專業爭議

#### 氣象主播直播失言
氣象主播戴立綱在10月2日就地方政府會否實施災防假，指「縣市首長會想盡辦法讓大家放颱風假」並進一步稱「高雄週五若敢放，就可以致敬大陸十一長假了，敢放就真的是暖到爆」，且在直播中稱「有沒有想過很多人因為放假沒收入，有沒有想過台灣完全和世界脫軌、金融全掛，真的風雨有這麼大嗎？你自己看吧！」引發批評。

#### 氣象署記者會回應質疑
交通部中央氣象署簡任技正伍婉華在10月2日上午召開記者會說明颱風動向，但會後開放提問時，民視記者就風雨預測繼續追問「我們好像有查到，好像是因為數據好像有落差，好像是因為風測專家是休假狀態...」。對此，伍婉華在台上回應指每天晚上都會和縣市首長進行視訊會議討論，而該名記者直接質疑氣象署在各地宣布停班停課之後才修正風力雨量預估，認為各縣市推估放假的標準不準確，伍婉華再次回應指在與縣市首長的視訊會議中，有明確表示「風雨預報內容以內陸為主，但北部沿海風力在今天會達停班課標準」，實際觀測也顯示西北部、澎湖、金門「沿海」測站，也確實都觀測到8至9級強陣風。

#### 台鐵公司北迴線停駛
北迴線在3日發生土石流淹沒軌道，台鐵公司表示其透過聯防機制事先掌握災情，在軌道遭淹沒前就已經預警性停駛。對於北迴線的停駛，花蓮在地報《更生日報》發表特稿抨擊台鐵公司沒有考慮實際情況，作適當的調整機動行駛，未以大眾交通運輸企業化的精神經營，更指交通部中央氣象署的預報準確率不到一成。對於預報是否失準，交通部中央氣象署則回應其在颱風登陸前2天，已能掌握颱風行進大方向。

#### 基隆北海岸雨勢防範未然
山陀兒此次在基隆北海岸造成強降雨，國立中興大學環境工程系教授莊秉潔指控新北市政府若有即時參考交通部中央氣象署及國家災害防救科技中心氣象資料，就可能避免這樣的悲劇發生。對此，新北市災害應變中心協同分析氣象的團隊國立臺灣大學氣候天氣災害研究中心回應指「此種突發的劇烈降雨，僅能由雷達回波守視，當獲得預警時，往往已開始發生大雨。」台灣整合防災工程技術顧問公司總監賈新興則表示：「從預報上面來講的話，對於極端降雨事件的掌握度，確實是比較沒有那麼好，更何況它是非常小區域的強降雨。」對於是否延遲預警，交通部中央氣象署預報員陳姵安指北台灣降雨受複雜地形影響，局部降雨超過預估值，而在強降雨發生日有發布13次大雷雨廣播，另有發送5次細胞廣播國家警報。

## 外部連結
- 廖怡芬; 賴振元. . 公視新聞網. 2021-10-21  [2024-10-31] （中文（臺灣））.